# أرنست جرافنبرج
أرنست جرافنبرج (بالألمانية: Ernst Gräfenberg)‏ (26 سبتمبر 1881 - 28 أكتوبر 1957) ولد في غوتينغن في عهد الإمبراطورية الألمانية وتوفي في نيويورك بالولايات المتحدة الأمريكية. هو طبيب وعالم ألماني الأصل. اُشتهر بتطويره للولب الرحمي وكذلك دراساته في دور الإحليل في نشوة المرأة كما سميت بقعة جي باسمه.